# Christean Wagner
Pour les articles homonymes, voir Wagner.
Günther-Christean Wagner, dit Christean Wagner, né le 12 mars 1943 à Königsberg (Prusse-Orientale) et mort le 5 juillet 2025, est un homme politique allemand membre de l'Union chrétienne-démocrate d'Allemagne (CDU).
Il préside le groupe CDU au Landtag de Hesse, après avoir été ministre régional de la Justice de 1999 à 2005, et ministre de l'Éducation du temps de Walter Wallmann entre 1987 et 1991.

## Biographie
Après avoir obtenu son Abitur en 1962, Christean Wagner
accomplit des études supérieures de droit à Marbourg puis Heidelberg et passe avec succès son premier diplôme juridique d'État en 1966. En 1967, il entreprend un stage de juge à la cour d'appel provinciale de Francfort et occupe un emploi de collaborateur scientifique à l'université de Marbourg.
Il décroche son second diplôme juridique quatre ans plus tard, en 1971, puis un doctorat de droit en 1972. Cette même année, il est nommé directeur municipal à Holzminden, en Basse-Saxe, et occupe ce poste pendant trois ans. Il devient ensuite préfet adjoint dans l'arrondissement de Marbourg-Biedenkopf jusqu'en 1985, quand il est désigné préfet pour une durée de quatre ans.
À l'issue de son mandat, il obtient le poste de directeur de l'Institut de Francfort pour la recherche en économie politique installé à Bad Homburg. Il ne le conserve qu'un an puisqu'il est nommé secrétaire d'État du ministère fédéral de l'Environnement à sa création en 1986.

### Carrière politique

#### Au sein de la CDU
En 1968, Christean Wagner adhère à l'Union chrétienne-démocrate d'Allemagne (CDU), puis il en devient vice-président dans l'arrondissement de Marbourg-Biedenkopf en 1978, année où il entre à l'association de politique municipale (KPV) du parti. Élu président de la KPV de Hesse en 1989, il en est désigné vice-président fédéral en 1991.
Il renonce à ses fonctions de vice-président d'arrondissement en 2002, et de président de la KPV régionale en 2006.

#### Au sein des institutions
Christean Wagner est nommé ministre de l'Éducation de Hesse dans la coalition noire-jaune de Walter Wallmann le 23 avril 1987, et est élu à l'assemblée de l'arrondissement de Marbourg-Biedenkopf en 1989. Deux ans plus tard, il devient député au Landtag de Hesse.
Il est désigné vice-président du groupe de la CDU en 1993, et délégué régional aux élections présidentielles de 1994 et 1999. Le 7 avril de cette même année, il devient ministre régional de la Justice dans la coalition noire-jaune de Roland Koch. Reconduit en avril 2003, il est choisi comme président du groupe CDU au Landtag le 15 novembre pour remplacer Franz Josef Jung, promu ministre fédéral de la Défense, et prend ses fonctions huit jours plus tard. 